# Подельщиков, Григорий Васильевич
Григорий Васильевич Подельщиков — советский хозяйственный и политический деятель.

## Биография
Родился в 1908 году в деревне Липовка. Член КПСС с 1930 года.
С 1926 года — на хозяйственной, общественной и политической работе на заводе «Точизмеритель», в 1937 году — секретарь парткома завода.
Участник Великой Отечественной войны: старший инструктор политотдела 47-й армии Северо-Кавказского фронта
В 1943—1950 гг. — заведующий сектором информации, заместитель заведующего отделом организационно-партийной работы Московского горкома КПСС.
В 1950—1952 гг. — первый секретарь Красногвардейского райкома ВКП(б) города Москвы.
В 1952—1955 гг. — заведующий оргинструкторским отделом Московского областного комитета КПСС.
В 1955—1975 гг. — заместитель председателя, председатель Московского областного Совета профессиональных союзов.
Делегат XIX—XXIV съездов КПСС. Депутат Верховного Совета РСФСР VI и VII созывов.
Умер 17 июня 1987 года в Москве.

## Сочинения
- Подельщиков, Григорий Васильевич. Воля и труд дивные всходы дают. — М.: Моск. рабочий, 1961. — 63 с.
- Подельщиков, Григорий Васильевич. Ленинский стиль в профсоюзной работе. — М.: Профиздат, 1969. — 80 с. : ил. ; 17 см.
- Подельщиков, Григорий Васильевич. Труд и культура производства [Текст]. — М.: Моск. рабочий, 1971. — 32 с.; 20 см.